# Брустреммен
Брустреммен (швед. Broströmmen) — мала річка на сході Швеції, у лені Стокгольм. Довжина річки становить 45 км,  площа басейну  — 226,6 км². 